# Donald Strachey
Donald Strachey ist eine Kriminalromanreihe in 17 Bänden von Richard Stevenson (1981–2019) und eine auf vier von diesen basierende Filmreihe von Ron Oliver (2005–2008), benannt nach dem Protagonisten. Die Figur Donald Strachey ist ein schwuler Privatermittler, der mit seinem Lebensgefährten in Albany lebt. In den Filmen wird er dargestellt von Chad Allen.

## Romane

### Entstehung
Die Donald-Strachey-Reihe stammt von Richard Stevenson Lipez unter dem Pseudonym Richard Stevenson. Lipez war zuvor Rezensent von Mysteryromanen für die Washington Post. Dabei störte er sich an der Darstellung schwuler und lesbischer Figuren in Detektivromanen entweder als Killer oder Opfer, wovon er die Werke Joseph Hansens mit dem schwulen Detektiv Dave Brandstetter ausnahm. Davon abgesehen bezeichnete Lipez die meisten Darstellungen schwuler Figuren in Detektivromanen als eine Lüge, die er zu berechtigen helfen wollte. Er benannte die Figur Donald Strachey nach dem Autor Lytton Strachey, der als schwuler Intellektueller eine Antithesis zum stereotypen Macho-Detektiv darstelle. Er brachte aber dennoch auch Elemente des traditionell toughen Hardboiled Detective ein, indem er sich von Raymond Chandlers Werk inspirieren ließ. Besonders in den frühen Teilen der Reihe sind die Bösewichte heterosexuell. Viele Handlungen behandeln explizit schwule Themen: Shock to the System beispielsweise spielt in einer Konversionstherapiegruppe; Strachey's Folly beginnt am NAMES Project AIDS Memorial Quilt.

### Liste
| Nr. | Jahr | Titel                       | Verlag                | ISBN                   |
| --- | ---- | --------------------------- | --------------------- | ---------------------- |
| 1   | 1981 | Death Trick                 | Alyson Publications   | ISBN 1-55583-387-X     |
| 2   | 1984 | On the Other Hand, Death    | Penguin Books         | ISBN 0-14-008319-7     |
| 3   | 1986 | Ice Blues                   | St. Martin’s Press    | ISBN 0-312-40379-8     |
| 4   | 1992 | Third Man Out               | St. Martin’s Press    | ISBN 0-312-07110-8     |
| 5   | 1995 | Shock to the System         | St. Martin’s Press    | ISBN 0-312-13610-2     |
| 6   | 1996 | Chain of Fools              | St. Martin’s Press    | ISBN 0-312-14563-2     |
| 7   | 1998 | Strachey’s Folly            | St. Martin’s Press    | ISBN 0-312-18669-X     |
| 8   | 2003 | Tongue Tied                 | St. Martin’s Minotaur | ISBN 0-312-30974-0     |
| 9   | 2008 | Death Vows                  | MLR Press             | ISBN 978-1-934531-33-4 |
| 10  | 2009 | The 38 Million Dollar Smile | MLR Press             | ISBN 978-1-60820-013-9 |
| 11  | 2010 | Cockeyed                    | MLR Press             | ISBN 978-1-60820-096-2 |
| 12  | 2011 | Red, White, Black and Blue  | MLR Press             | ISBN 978-1-60820-362-8 |
| 13  | 2012 | The Last Thing I Saw        | MLR Press             | ISBN 978-1-60820-706-0 |
| 14  | 2015 | Why Stop at Vengeance       | MLR Press             | ISBN 978-1-60820-977-4 |
| 15  | 2016 | www.dropdead.com            | MLR Press             | ISBN 978-1-944770-42-6 |
| 16  | 2019 | Killer Reunion              | MLR Press             | ISBN 978-1-64122-244-0 |
| 17  | 2023 | Chasing Rembrandt           | Requeered Tales       | ISBN 978-1-951092-94-8 |

Nach Stevensons Tod im März 2022 erschien der letzte Band der Reihe Chasing Rembrandt posthum im Anschluss an der Neuauflage der Reihe durch den Verlag Requeered Tales, der das literarische Erbe der LGBT-Community zu bewahren versucht.

## Filme

### Hintergrund

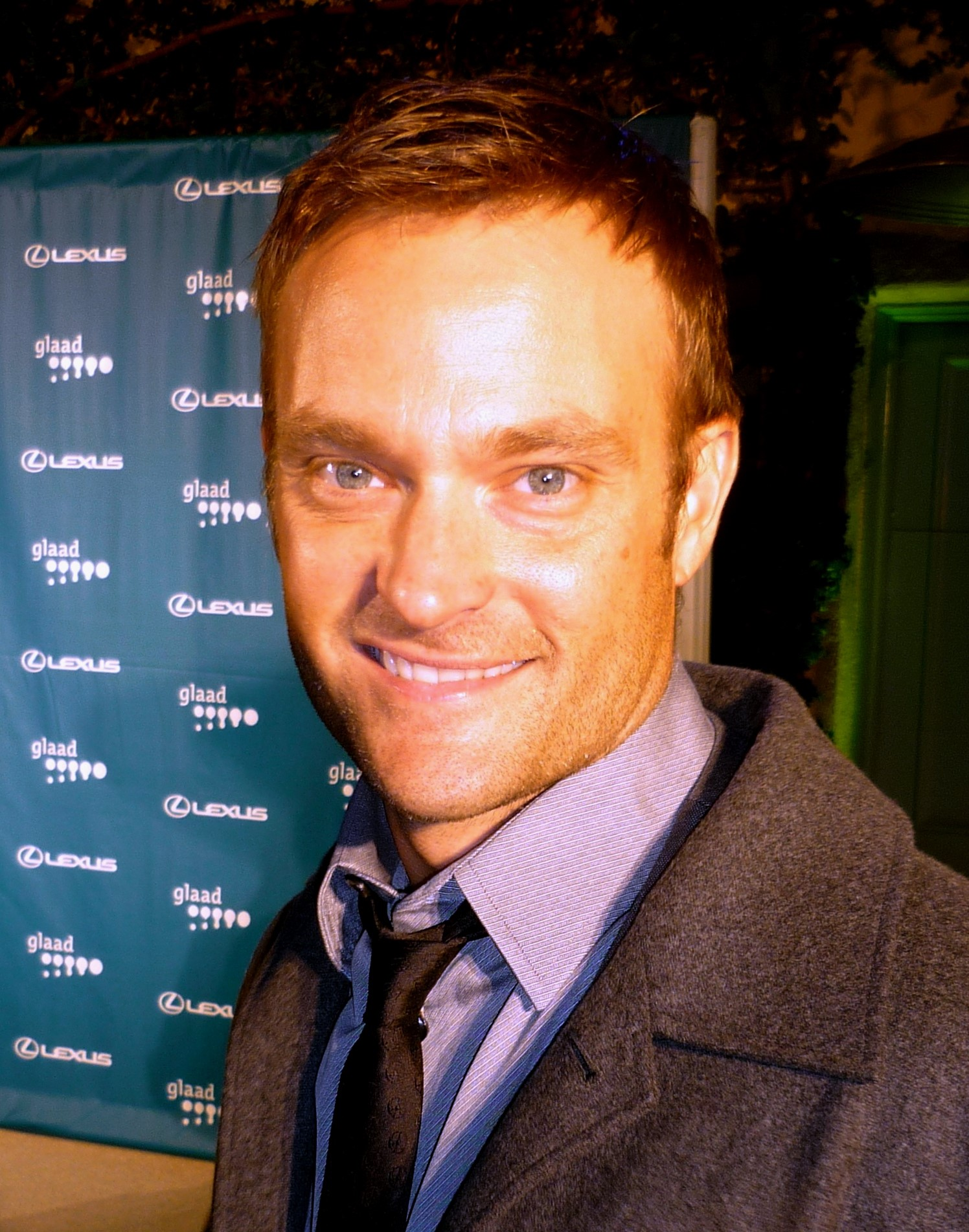
Chad Allen (2009)

Verfilmt wurden von den zu Beginn der Filme acht veröffentlichten Romanen die Nummern 2 bis 5 in nicht chronologischer Reihenfolge. Sie wurden im Auftrag von Shavick Entertainment für den LGBT-Fernsehsender Here! durch den Regisseur Ron Oliver adaptiert. Die Titelrolle verkörpert der offen schwule Chad Allen, der vor allem aus Dr. Quinn – Ärztin aus Leidenschaft bekannt ist. Für ihn war es die erste schwule Rolle außerhalb des Theaters.
In Deutschland hatten alle vier Filme ihre Fernsehpremiere bei dem Bezahlsender MGM Channel am 28. Juli und 4. August 2016; zuvor erschienen sie auf DVD im Original mit Untertitel.

### Liste
| Nr. | deutscher Titel            | Originaltitel            | Drehbuch                        | Regie      | Jahr |
| --- | -------------------------- | ------------------------ | ------------------------------- | ---------- | ---- |
| 1   | Und du bist raus!          | Third Man Out            | Mark Saltzman Richard Stevenson | Ron Oliver | 2005 |
| 2   | Systemschock               | Shock to the System      | Ron McGee Richard Stevenson     | Ron Oliver | 2006 |
| 3   | Mord auf der anderen Seite | On the Other Hand, Death | Gillian Horvath Ron McGee       | Ron Oliver | 2008 |
| 4   | Ice Blues                  | Ice Blues                | Ron McGee                       | Ron Oliver | 2008 |